# Keith Hammond
Cet article court présente un sujet plus développé dans : Henry Kuttner et Robert Bloch.
Keith Hammond est un pseudonyme collectif utilisé par Henry Kuttner et Robert Bloch pour signer plusieurs nouvelles.

## Œuvres
- « Valley of the Flame (en) », Startling stories, 1946 ; Valley of the Flame, Ace Books, 1964
- « Dark Dawn », Thrilling Wonder Stories, 1947
- The Black Kiss
- 1939 : The Body and the Brain